# تارا ایر

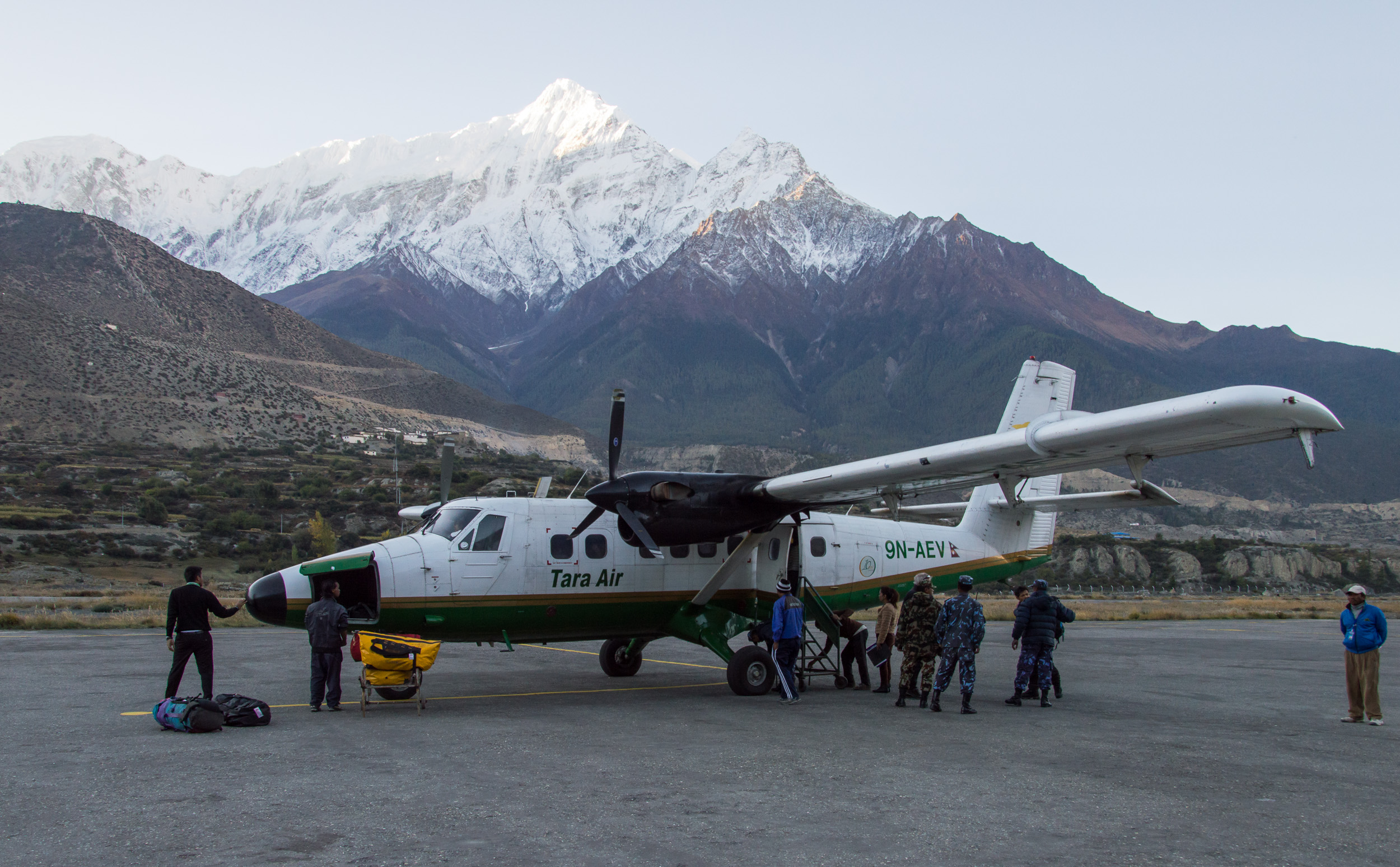
یک فروند دی‌اچ‌سی-۶ متعلق به تارا ایر در فرودگاه جومسوم.

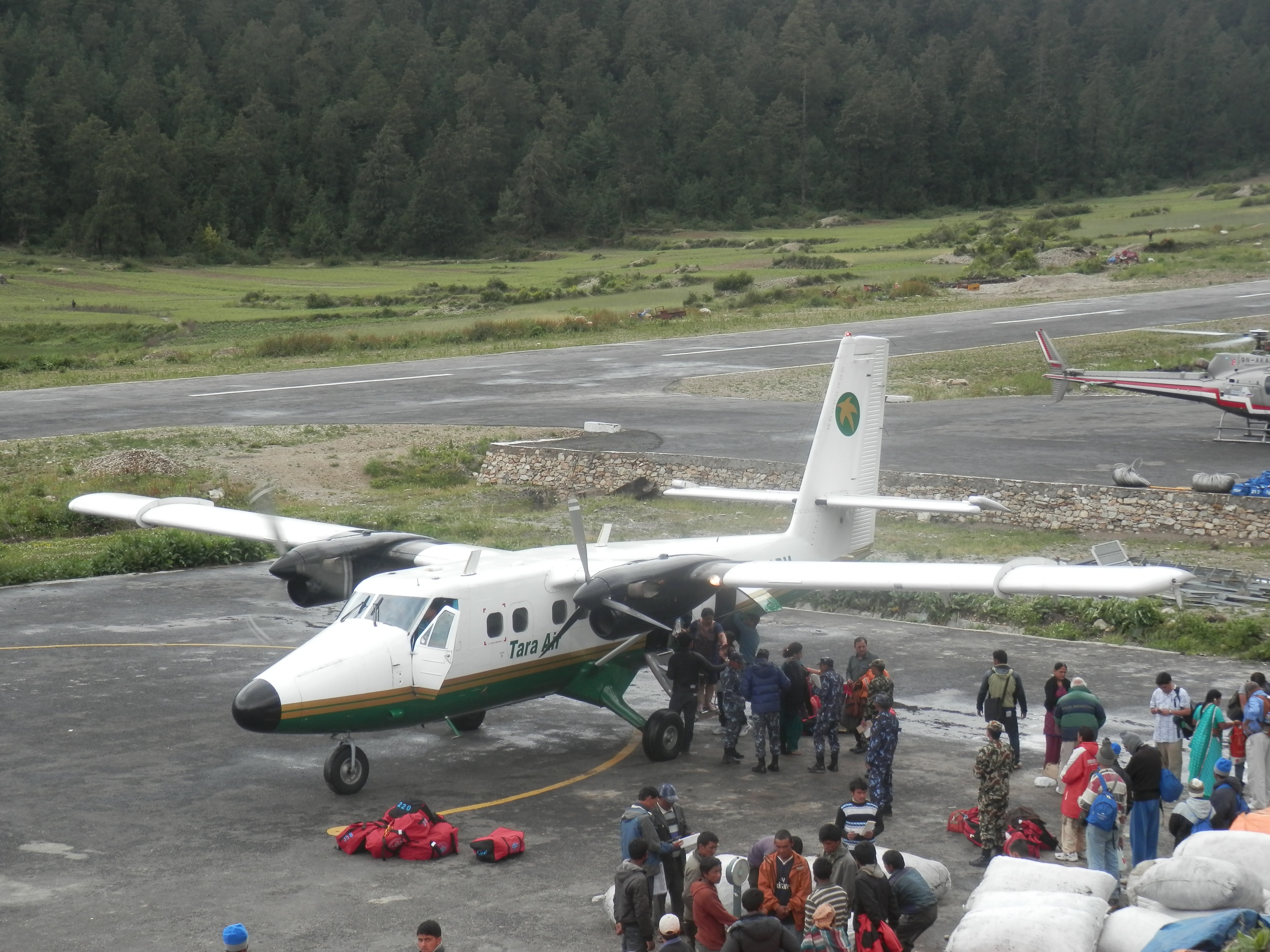
یک فروند دی‌اچ‌سی-۶ متعلق به تارا ایر در فرودگاه سیمیکوت.

تارا ایر (به انگلیسی: Tara Air) یک شرکت هواپیمایی است که در ۲۰۰۹ میلادی تأسیس شده است. دفتر مرکزی تارا ایر در کاتماندو، نپال واقع شده است و قطب اصلی این شرکت هواپیمایی در فرودگاه بین‌المللی تریبهوان قرار دارد و از فرودگاه سورخت و فرودگاه نپالگونج نیز به‌عنوان قطب استفاده می‌کند. تارا ایر به ۱۴ مقصد، پرواز انجام می‌دهد.

## مقصدهای پروازی
| مقصد      | فرودگاه                    | توضیحات |
| --------- | -------------------------- | ------- |
| کاتماندو  | فرودگاه بین‌المللی تریبهوان | قطب     |
| پوخارا    | فرودگاه پوکارا             |         |
| فاپلو     | فرودگاه فاپلو              |         |
| بهوجپور   | فرودگاه بهوجپور            | [ ۲ ]   |
| لوکلا     | فرودگاه تنزینگ-هیلاری      |         |
| رومجاتار  | فرودگاه رومجاتار           |         |
| لامیداندا | فرودگاه لامیداندا          |         |
| نپالگونج  | فرودگاه نپالگونج           |         |
| دولپا     | فرودگاه دولپا              |         |
| رارا      | فرودگاه تالچا              |         |
| سیمیکوت   | فرودگاه سیمیکوت            |         |
| جوملا     | فرودگاه جوملا              |         |
| باجورا    | فرودگاه باجورا             |         |
| جومسوم    | فرودگاه جومسوم             |         |

## ناوگان هوایی

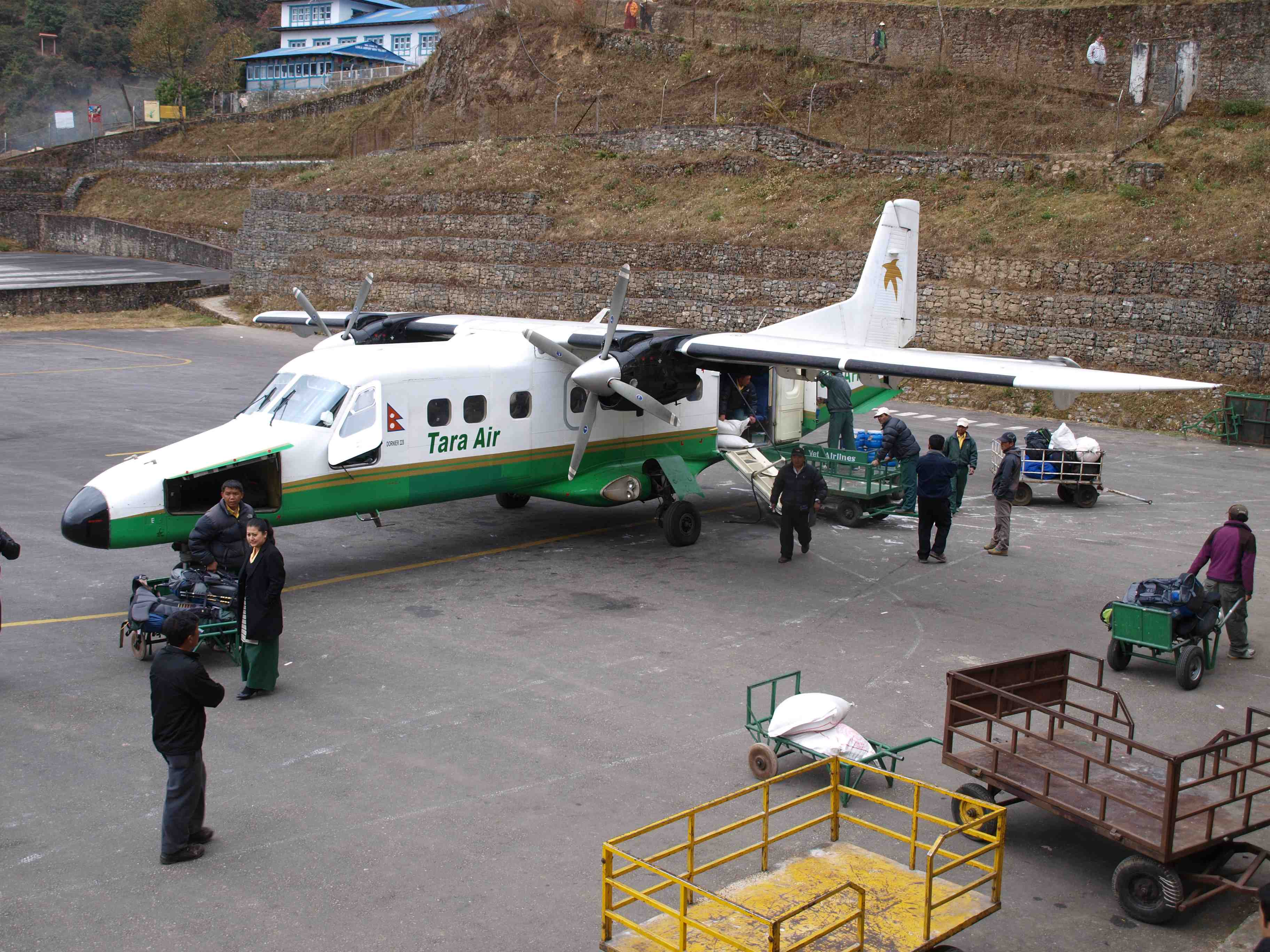
یک فروند Dornier Do 228 متعلق به تارا ایر در فرودگاه تنزینگ-هیلاری.

ناوگان هوایی تارا ایر به شرح زیر است (اوت ۲۰۱۶):
| هواپیما                                  | فعال | سفارش‌داده‌شده | ظرفیت مسافر | ظرفیت مسافر | ظرفیت مسافر | توضیحات                            |
| هواپیما                                  | فعال | سفارش‌داده‌شده | C           | Y           | مجموع       | توضیحات                            |
| ---------------------------------------- | ---- | ------------ | ----------- | ----------- | ----------- | ---------------------------------- |
| Dornier Do 228                           | ۲    | ۰            | ۰           | ۱۹          | ۱۹          |                                    |
| de Havilland Canada DHC-6-300 Twin Otter | ۳    | ۰            | ۰           | ۱۹          | ۱۹          |                                    |
| Viking Air DHC-6-400 Twin Otter          | ۱    |              | ۰           | ۱۸          | ۱۸          | یک فروند در ۲۴ فوریهٔ ۲۰۱۶ سقوط کرد |
| مجموع                                    | ۶    | ۰            |             |             |             |                                    |